# Velyki Soróchyntsi
Velyki Soróchyntsi (ucraniano: Вели́кі Соро́чинці) es un municipio rural y pueblo de Ucrania perteneciente al raión de Mýrhorod de la óblast de Poltava.
En 2020, el municipio tenía una población de unos ocho mil habitantes, de los que unos tres mil quinientos vivían en el propio pueblo de Velyki Soróchyntsi y el resto repartidos en veinte pedanías. El municipio se formó en 2016 mediante la fusión del consejo rural de Velyki Soróchyntsi (que hasta entonces no tenía pedanías) con el de Polývyane, a los que se fueron añadiendo hasta 2020 los de Velyki Báirak, Velyka Obújivka, Solontsí, Savyntsi y Kovalivka.
Se ubica unos 30 km al este de la capital distrital Mýrhorod, sobre la carretera R42 que lleva a Opishnia. Por el casco urbano fluye el río Psel.

## Historia
Se conoce la existencia del pueblo en documentos desde la primera mitad del siglo XVI, cuando era una pequeña localidad llamada "Krasnopil" (Краснопіль) en la República de las Dos Naciones. En torno a la década de 1620, el asentamiento cambió su topónimo a "Soróchyntsi" (Сорочинці). En 1634, el rey otorgó al starosta de Pereyáslav, Lukash Zholkevski, el privilegio de refundar la localidad como una slobodá; sin embargo, al fallecer el starosta al poco tiempo, se produjo una disputa sobre la titularidad del señorío entre el nuevo starosta Koniecpolski y su rival Jeremi Wiśniowiecki.
La disputa terminó en 1648 con la rebelión de Jmelnitski, cuando Soróchyntsi pasó a ser la sede de una sotnia en el regimiento cosaco de Mýrhorod. El pueblo fue el lugar de nacimiento de Danilo Apostol, atamán de la Ucrania de la Margen Izquierda entre 1727 y 1734; durante su gobierno, se construyó en el pueblo una notable iglesia barroca. En el Imperio ruso fue un miasteczko, conocido por ser el lugar de nacimiento del conocido escritor Nikolái Gógol, cuya casa natal se conserva como museo desde 1929.